# Gustave Popelin
Gustave Popelin né à Paris le 30 juillet 1859 et mort dans la même ville le 20 février 1937 est un peintre et photographe français.

## Biographie
Fils du peintre et émailleur Claudius Popelin (1825-1892), Gustave Léon Antoine Marie Popelin reçoit les conseils d'Ernest Hébert, puis entre à l'École des beaux-arts de Paris en 1879 où il intègre les ateliers de Gabriel Ferrier et Eugène Giraud. Il obtient après une tentative infructueuse le prix de Rome en 1882 avec Mattathias refusant de sacrifier aux idoles. Il expose au Salon des artistes français entre 1880 et 1911, des peintures d'histoire et des portraits ; il obtient une mention honorable en 1880, une médaille de deuxième classe en 1896, et une médaille de bronze à l'Exposition universelle de 1900.
En 1892, il épouse Henriette Doumerc. Le couple réside à Paris au 7, rue de Téhéran. Ils ont un fils, Claude Popelin, avocat, qui se marie avec Nina Negri en 1927.
Gustave Popelin meurt le 20 février 1937.
Le musée d'Orsay à Paris possède un important fonds de ses photographies.

## Liste de peintures
| Tableau | Titre                                                          | Date | Dimensions      | Notes                                                               | Lieu de conservation                             |
| ------- | -------------------------------------------------------------- | ---- | --------------- | ------------------------------------------------------------------- | ------------------------------------------------ |
|         |                                                                |      |                 |                                                                     |                                                  |
|         | Le Sacrifice d'Esculape                                        | 1880 |                 | Dessin reproduit par Ludovic Baschet d'après l'œuvre originale      | Localisation inconnue                            |
|         | La Colère d'Achille                                            | 1881 | 147 x 114 cm    | Peint pour le concours du prix de Rome en 1881                      | Localisation inconnue                            |
|         | L'Argiphonte                                                   | 1881 |                 | Eau-forte de Paul-Edme Le Rat (1849-1892) d'après l'œuvre originale | Localisation inconnue                            |
|         | Mattathias refusant de sacrifier aux idoles                    | 1882 | 145 x 113 cm    | Prix de Rome en 1882                                                | Paris, École nationale supérieure des beaux-arts |
|         | Portrait du sculpteur Maurice Ferrary                          | 1882 |                 |                                                                     | Localisation inconnue                            |
|         | Portrait d'homme                                               | 1884 | 32 x 24 cm      |                                                                     | Localisation inconnue                            |
|         | Terpsichore                                                    | 1884 | 221 x 106,5 cm  |                                                                     | Localisation inconnue                            |
|         | La Vierge à l'enfant et sainte Anne (d'après Bernardino Luini) | 1886 | 145 x 130 cm    | Envoi de Rome en 1886                                               | Paris, École nationale supérieure des beaux-arts |
|         | La Fuite de Néron (esquisse)                                   | 1886 |                 |                                                                     | Localisation inconnue                            |
|         | Marcheur dans un sous-bois                                     | 1887 | 55 x 45 cm      |                                                                     | Localisation inconnue                            |
|         | Portrait d'Eugène d'Argence                                    | 1890 | 106,5 x 89 cm   |                                                                     | Localisation inconnue                            |
|         | Femme couchée                                                  | 1895 |                 | Salon de 1895                                                       | Localisation inconnue                            |
|         | Portrait de femme                                              | 1896 | 114 x 96,5 cm   |                                                                     | Localisation inconnue                            |
|         | Portrait de madame Fontaine                                    | 1902 | 101 x 75 cm     |                                                                     | Beauvais, MUDO - Musée de l'Oise                 |
|         | Portrait de madame Popelin                                     |      | 129,5 x 89,5 cm |                                                                     | Localisation inconnue                            |